# Jiang Ying
Jiang Ying (chinês tradicional: 蔣英, chinês simplificado: 蒋英, pinyin: Jiǎng Yīng; Haining, 11 de agosto de 1919 — Pequim, 5 de fevereiro de 2012) foi uma cantora de ópera e professora de música chinesa.

## Família
Jiang era descendente de chineses e japoneses. Era a terceira filha de Jiang Baili, um líder em estratégisa militar de Chiang Kai-shek, e de sua mulher japonesa, Satō Yato (佐藤屋子). Jiang era prima do romancista Jin Yong, tembém natural de Haining.
Casou em 1945 em Xangai com o célebre projetista de foguetes Qian Xuesen, que foi um dos fundadores do Jet Propulsion Laboratory nos Estados Unidos e depois dirigiu o programa espacial da República Popular da China.

## Biografia
Em 1936 Jiang foi para a Europa com seu pai, tendo estudado música em Berlim. Jiang graduou-se em 1941 na Hochschule für Musik Hanns Eisler em Berlim. Quando a Segunda Guerra Mundial eclodiu na Europa, Jiang teve de mudar-se e foi estudar ópera na neutra Suíça. Graduou-se na Escola de Música de Lucerna em 1944.
Jiang retornou à China, apresentando-se a primeira vez em Xangai, em 31 de maio de 1947. Mudou-se no mesmo ano para os Estados Unidos.
Jiang retornou para a China junto com seu marido Qian em 1955, quando ele foi deportado pelo governo estadunidense. Qian e Jiang entraram na China por Kowloon, Hong Kong. Jiang tornou-se professora de música e ópera, e dirigiu o Departamento de Música Vocal Ocidental do Conservatório Central de Música de Pequim.
Jiang morreu em 5 de fevereiro de 2012 em Pequim.